# Гурдо, Поль
Поль Анри Гурдо (фр. Paul Henri Gourdot; 20 августа 1930, Париж — 25 июня 2009, Тур) — французский историк и общественный деятель, великий мастер Великого востока Франции.

## Биография

### Образование
- Аграрный лицей.
- Юридический факультет Парижского университета.
- Университет Пуатье
- Доктор истории, доктор филологии и доктор права.

### Карьера
Первоначально работал судебным чиновником. в 1958—1969 годах — помощник-референт в Ассоциации кооперативов.
В 1970—1982 годах — директор Конфедерации работников умственного труда Франции (CTI) и генеральный делегат и главный редактор журнала этой конфедерации. В 1973—1993 годах — директор фонда обучения работников умственного труда (Faftis). В 1979—1993 годах — генеральный секретарь l’Agoform.
С 1976 года — основатель и генеральный секретарь Союза среднего класса. В 1983—1989 годах — председатель Организационного комитета Национальной конференции музыки. В 1989 году назначен генеральным секретарём Консультативного комитета музыки при Европейских сообществах.
Являлся членом совета французской светской миссии, Высшего совета Alefpa и Политехнической ассоциации.

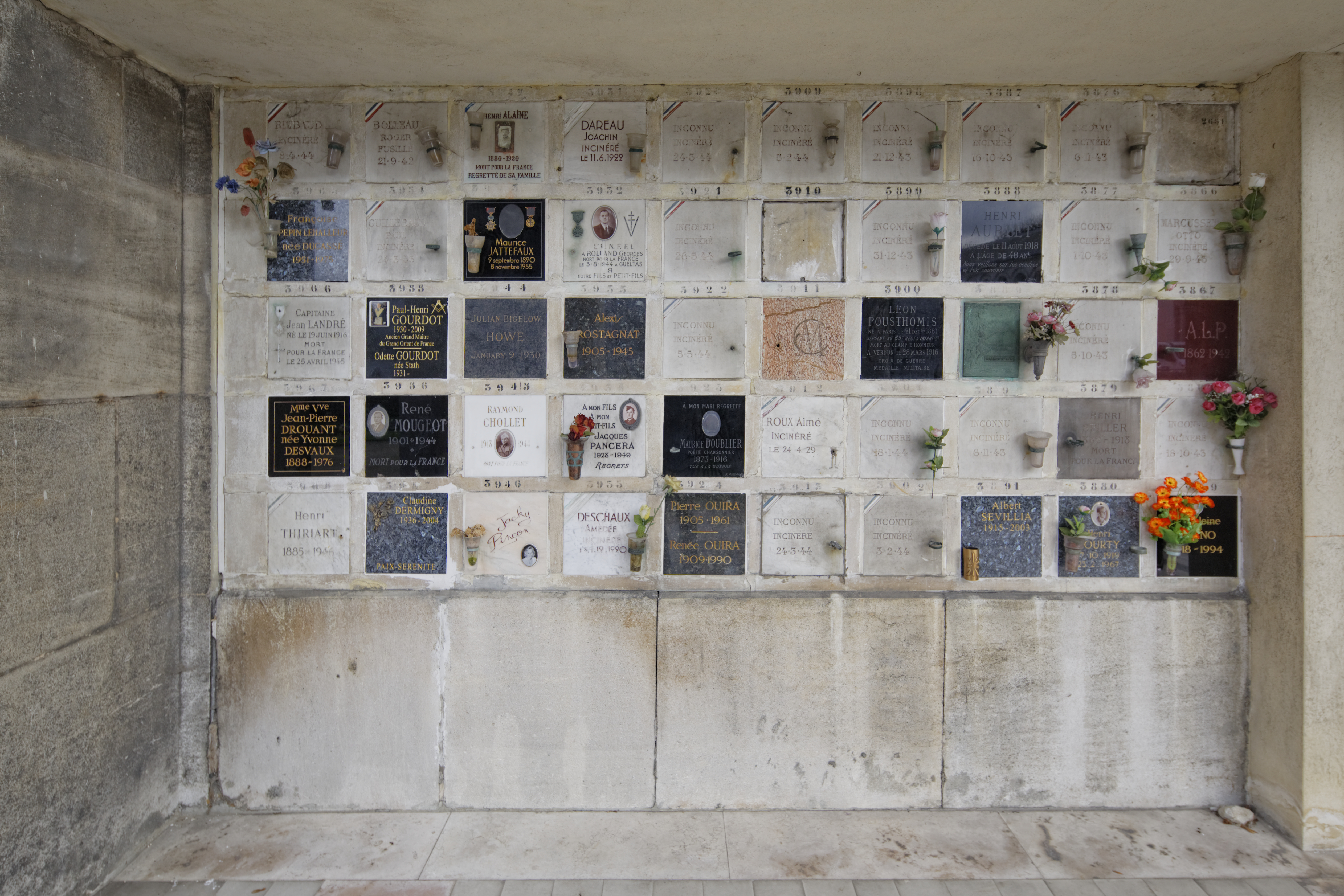
Колумбарий кладбища Пер-Лашез

Между 1977—1979 годами неоднократно избирался советником Великого востока Франции.
В 1978—1979 годах заместитель великого мастера, а в 1981—1984 — великий мастер Великого востока Франции. Занимал посты президента Исследовательского института памяти Андре Мальро, почётного куратора и куратора музея Великого Востока Франции, вице-президента Института масонских исследований (1985—2000 гг.)
В 1987—1991 годах — ответственный за конференции в Высшей школе общественных наук.
Умер 25 июня 2009 года, похоронен на кладбище Пер-Лашез (87 участок, колумбарий, № 3955)

## Награды
- Орден Почётного легиона: офицер (14 апреля 1995 года) и кавалер (1 марта 1983 года)[7].
- Офицер ордена «За заслуги»
- Кавалер ордена Академических пальм
- Кавалер ордена Сельскохозяйственных заслуг
- Командор ордена Искусств и литературы
- Серебряная медаль города Парижа.

## Труды
- Paul Gourdot. Les sources maçonniques du socialisme français 1848-1871. — [S.l.], 1987. — Vol. 2.
- Paul Gourdot. Les sources maçonniques du socialisme français, 1848-1871. — Lille 3 : ANRT, 1988.
- Paul Gourdot. Les sources maçonniques du socialisme français, 1848-1871. — Monaco; Paris: Éd. du Rocher, 1998. — 312 p. — ISBN 2-268-02782-1.
- Paul Gourdot. Le combat social des francs-maçons. — Monaco: Éd. du Rocher, 1999. — 302 p. — ISBN 2-268-03340-6.
- Paul Gourdot. Recherche sur le droit maçonnique. — (s.l.): (s.n.), 2004. — Vol. 3. — 416 p.
- Paul Gourdot. Un siècle d'évolution de la Franc-Maçonnerie française : 1777-1877 : ou La marche du Grand-Orient de France vers le combat social. — Poitiers: [s.n.], 1981. — 1144 p.
- Paul Gourdot. Musée du Grand Orient de France et de la Franc-Maçonnerie Européenne. — 1975. — 75 p.
- Paul Gourdot, Jacques Brengules, Andrae Dorae, Francois Labbae, Andre Combes, Pierre Guillaume, Daniel Ligou, Jean Khebian. Institut des Hautes Études et de Recheches Maçonniques: recueil des Actes, 1978-1979. — Grand Orient of France, 1980. — 330 p.